# Alcassaba de Mèrida
L'alcassaba àrab de Mèrida és la fortificació musulmana més antiga de la península Ibèrica, construïda el segle ix a la ciutat de Mèrida (Espanya) al costat del pont romà sobre el riu Guadiana. Està declarada com Patrimoni de la Humanitat de la UNESCO dins el Conjunt arqueològic de Mèrida.

## Descripció

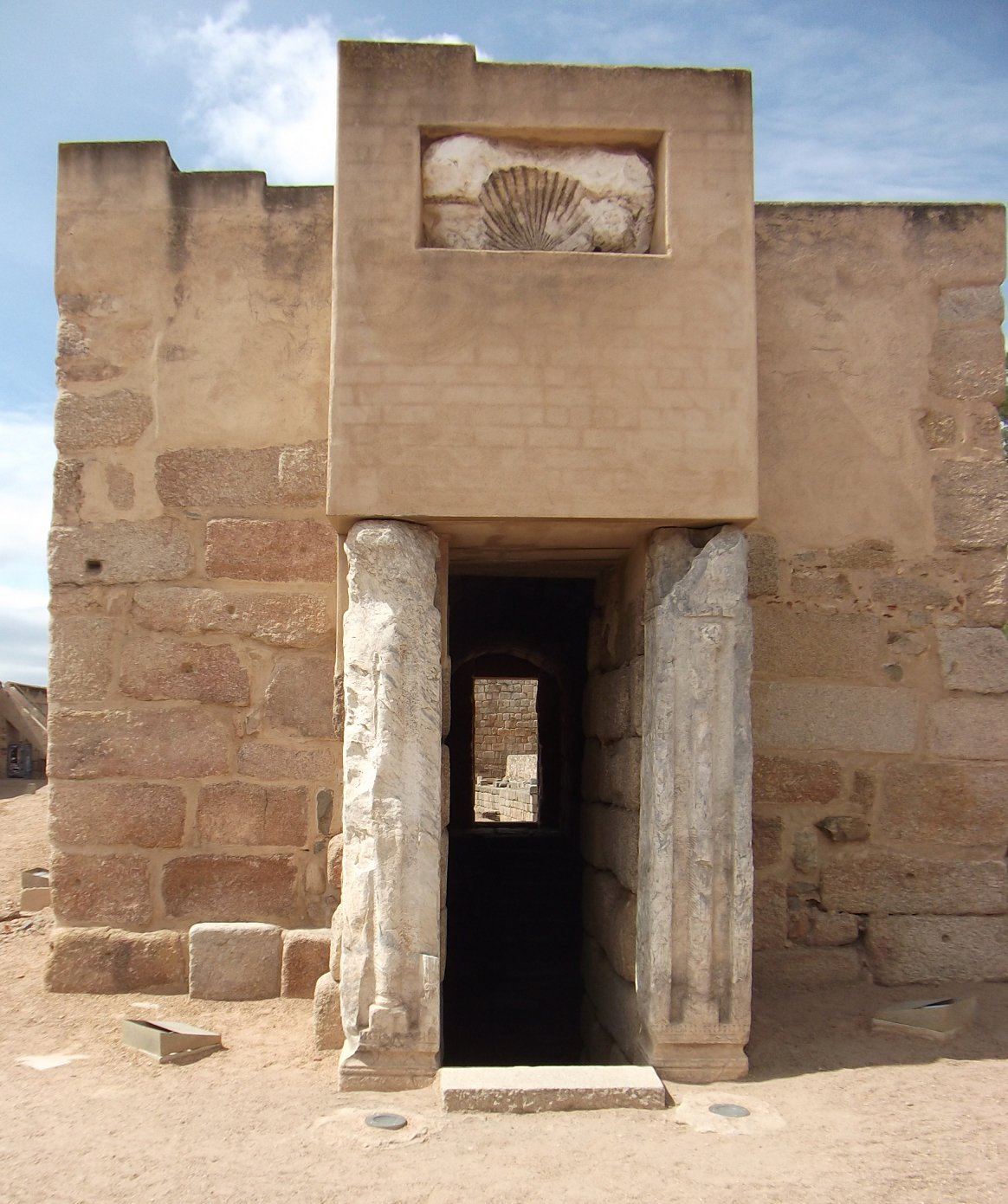
Entrada a l'aljub subterrani de l'alcassaba

L'alcassaba va ser construïda per Abd-ar-Rahman ibn al-Hàkam l'any 835 dC com a bastió per controlar la ciutat, que des de l'any 805 s'havia rebel·lat contínuament contra el domini emiral. Això la converteix en la fortificació musulmana més antiga que es conserva a la Península. La fortificació és un recinte quadrat de 130 metres de costat capaç d'albergar un bon nombre de tropes. En el seu interior hi ha un aljub, que és una cisterna subterrània d'aigua filtrada des del proper riu Guadiana, a la qual s'accedeix per una doble escala des del pis inferior d'una torre. Dins destaquen les pilastres reaprofitades d'algun edifici visigot la decoració del qual, en relleu, consta de columnes en els seus laterals i motius vegetals que formen cercles al voltant de rams i palmes petites en els seus fronts.
El perímetre de l'alcassaba és gairebé quadrat, d'uns 550 metres. Els murs, d'uns 2,70 metres de gruix i 10 metres d'alçada, estan fabricats en la seva majoria amb carreus de granit reaprofitats d'obres romanes i visigodes amb un farcit interior de terra, pedres i argamassa. Originalment hi havia una gran torre quadrada a cada cantonada del recinte (quatre en el principal i dos en l'alcazarejo), mentre que en els llenços de la muralla, a intervals regulars o flanquejant les portes, es disposaven en total altres vint-i-dues petites torres de base quadrangular, algunes d'època cristiana.

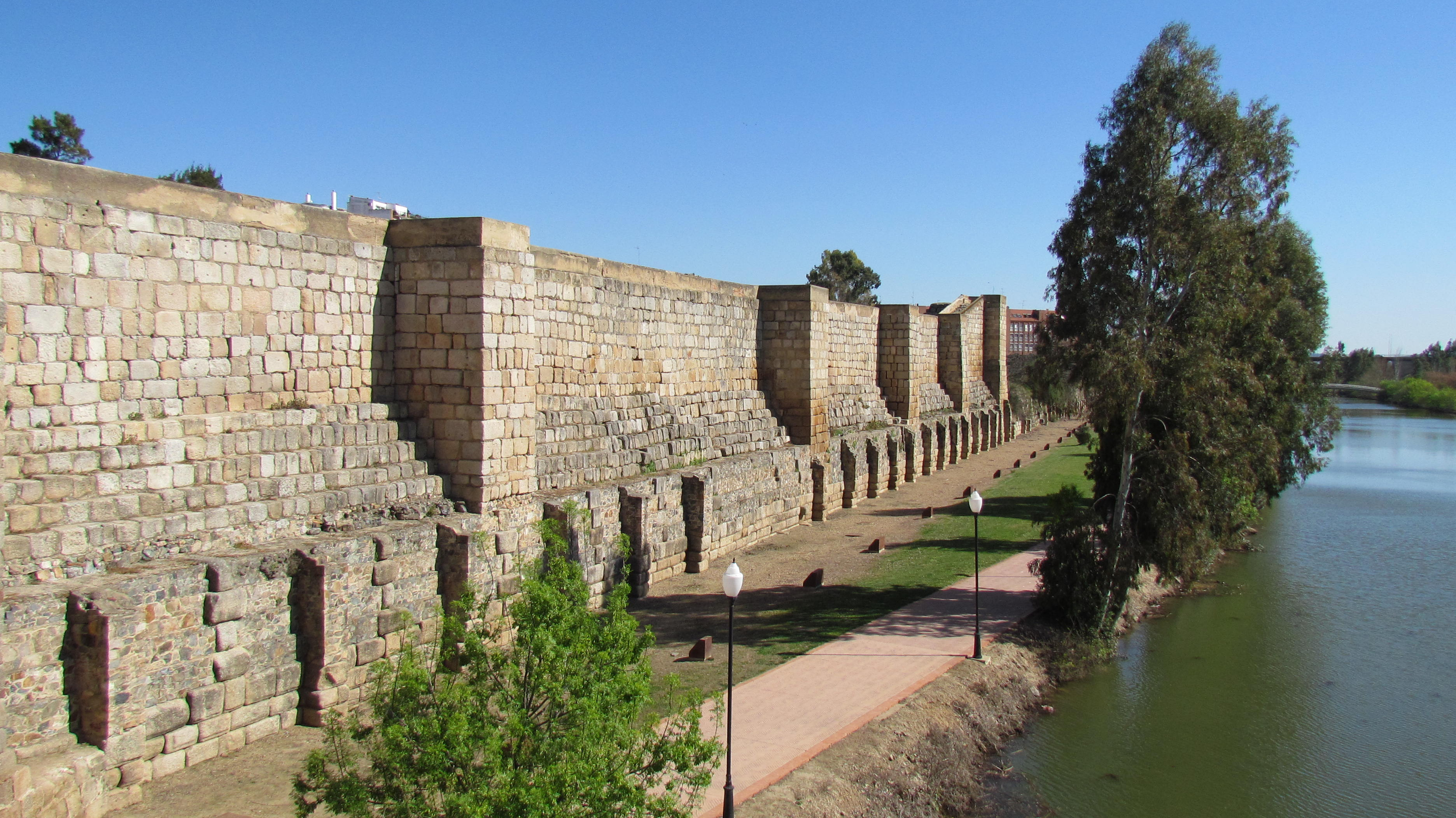
Muralla de l'alcassaba paral·lela al riu Guadiana

A l'alcassaba s'accedia des del pont romà a través d'un petit recinte fortificat denominat tradicionalment «alcazarejo». Per aquesta gran barbacana es controlava el pas de persones i mercaderies a la ciutat de manera que el recinte militar principal quedava totalment independent de la població civil. A aquest últim s'entra per una porta flanquejada per dues torres sobre l'arc de ferradura del qual es conserva una de les inscripcions fundacionals de l'alcassaba en la qual es pot llegir:
| «                       | En el nombre de Dios, el Clemente, el Misericordioso. Bendición de Dios y Su protección para los que obedecen a Dios. Ordenó construir esta fortaleza y servirse de ella como refugio de los obedientes el emir Abd al-Rahman, hijo de al-Hakam –glorifíquele Dios–, por medio de su camil Abd Allah, hijo de Kulayb b. Talaba, y de Hayqar b. Mukabbis, su sirviente [y] Sahib al-bunyan, en la luna del postrer rabi del año doscientos veinte | En el nom de Déu, el Clement, el Misericordiós. Benedicció de Déu i La seva protecció per als que obeeixen a Déu. Va ordenar construir aquesta fortalesa i servir-se'n com a refugi dels obedients l'emir Abd al-Rahman, fill d'al-Hakam —sigui glorificat per Déu—, mitjançant el seu camil Abd Allah, fill de Kulayb b. Talava, i de Hayqar b. Mukabbis, el seu servent [i] Sahib al-Bunyan, a la lluna del postrer rabi de l'any dos-cents vint | » |
| — Abril de l'any 835 dC | | |   |

### Conventual santiaguista

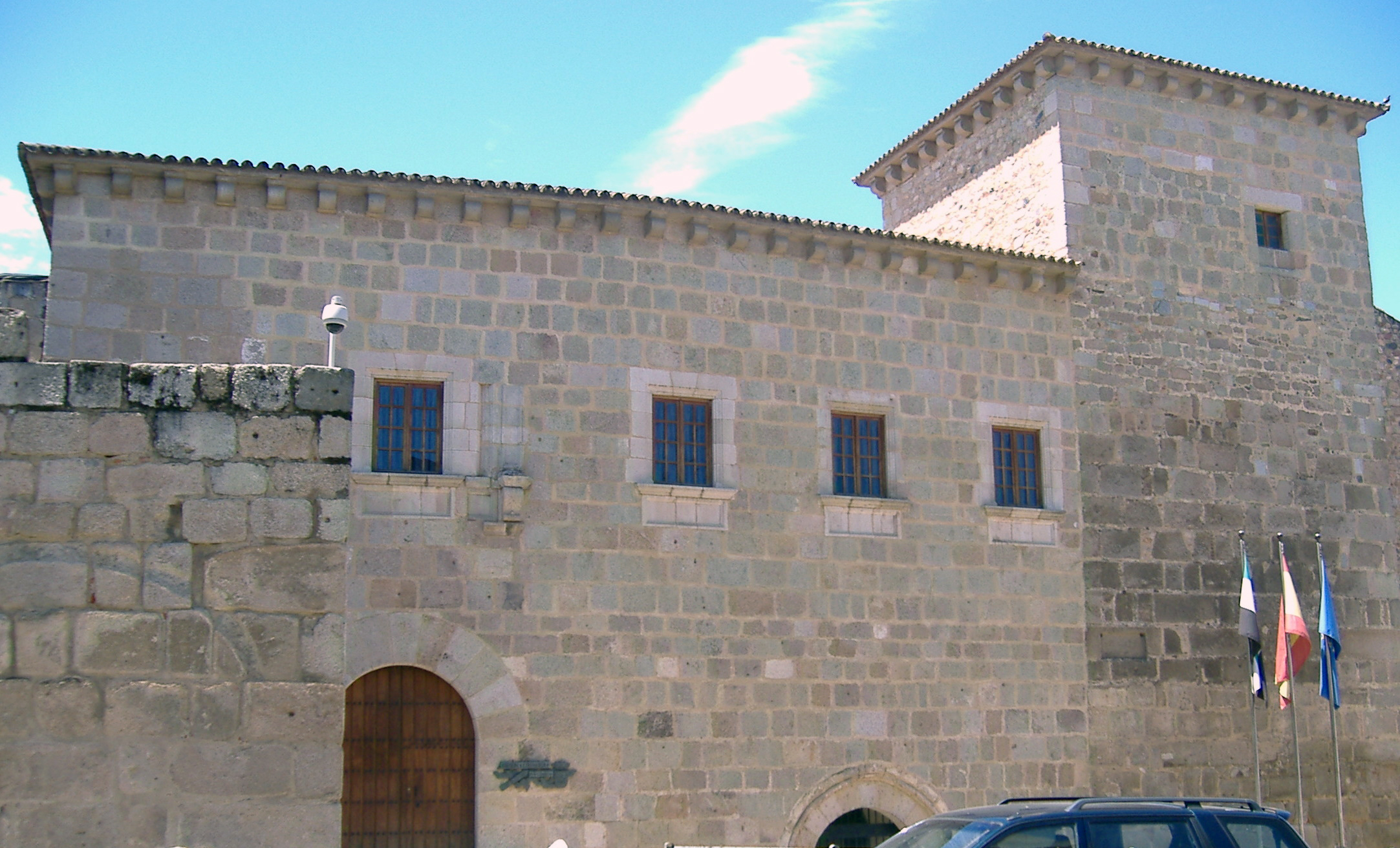
El Convent de l'Ordre de Sant Jaume situat en l'angle nord de l'alcassaba, seu de la Presidència de la Junta d'Extremadura

Recuperada la zona de Mèrida pels exèrcits cristians el 1230, els cavallers de l'orde de Sant Jaume van habilitar en l'angle nord de l'alcassaba diverses dependències on es va instal·lar la Casa de l'Orde i l'Encomana. Entre 1563 i 1600 es van fer unes obres de condicionament per acollir la seu del Priorat de Sant Marc de Lleó. De llavors data la construcció de l'església i del claustre porticat amb doble galeria d'arcs de mig punt sobre columnes. Tot aquest conjunt va ser rehabilitat a finals del segle xx passat per a servir com a seu de la Presidència de la Junta d'Extremadura.

### Altres restes arqueològiques
Gràcies a la seva ubicació estratègica, el recinte de l'alcassaba ha estat catalitzador de quants períodes històrics ha tingut la ciutat de Mèrida. En l'alcassaba es conserven restes d'una doble calçada, el decumanus maximus de l'urbs, i els fonaments de la porta romana que separava la ciutat del pont. També s'han trobat vestigis de la muralla fundacional d'Augusta Emèrita (del segle i aC) i restes d'habitatges extramurs. Entre la muralla romana i la calçada paral·lela a ella es troben restes de petites dependències, tal vegada tavernes romanes. Entre les dues calçades estan els fonaments d'una casa datada el segle iv, amb peristil (pati porticat), termes, i paviment de mosaics i plaques de marbre.
En el mur àrab s'aprecien una gran quantitat de cupes, que eren blocs de granit utilitzats en enterraments romans. Són també abundants les pedres d'origen visigot, disperses per tot el solar i especialment en les rodalies del conventual santiguista. En un dels murs exteriors es va trobar una inscripció al·lusiva a la consagració d'una església suposadament visigoda dedicada a santa Maria. Documents de l'ordre de Sant Jaume confirmen la seva existència al costat de l'aljub. Construccions més recents són la pèrgola i el pòrtic neogòtic del segle xix que reaprofita columnes visigodes.

## Galeria

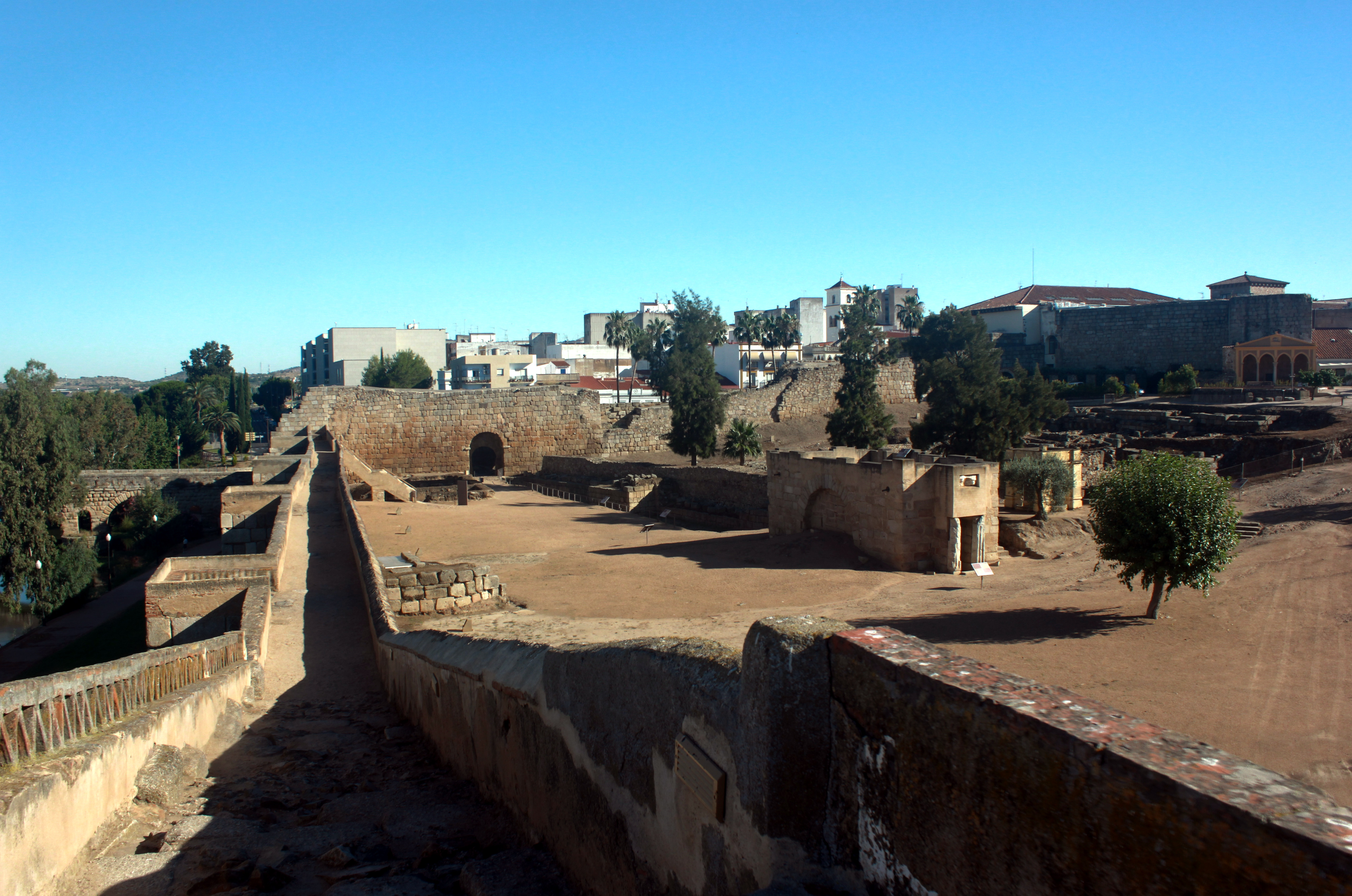
Vista general d'una part de l'alcassaba
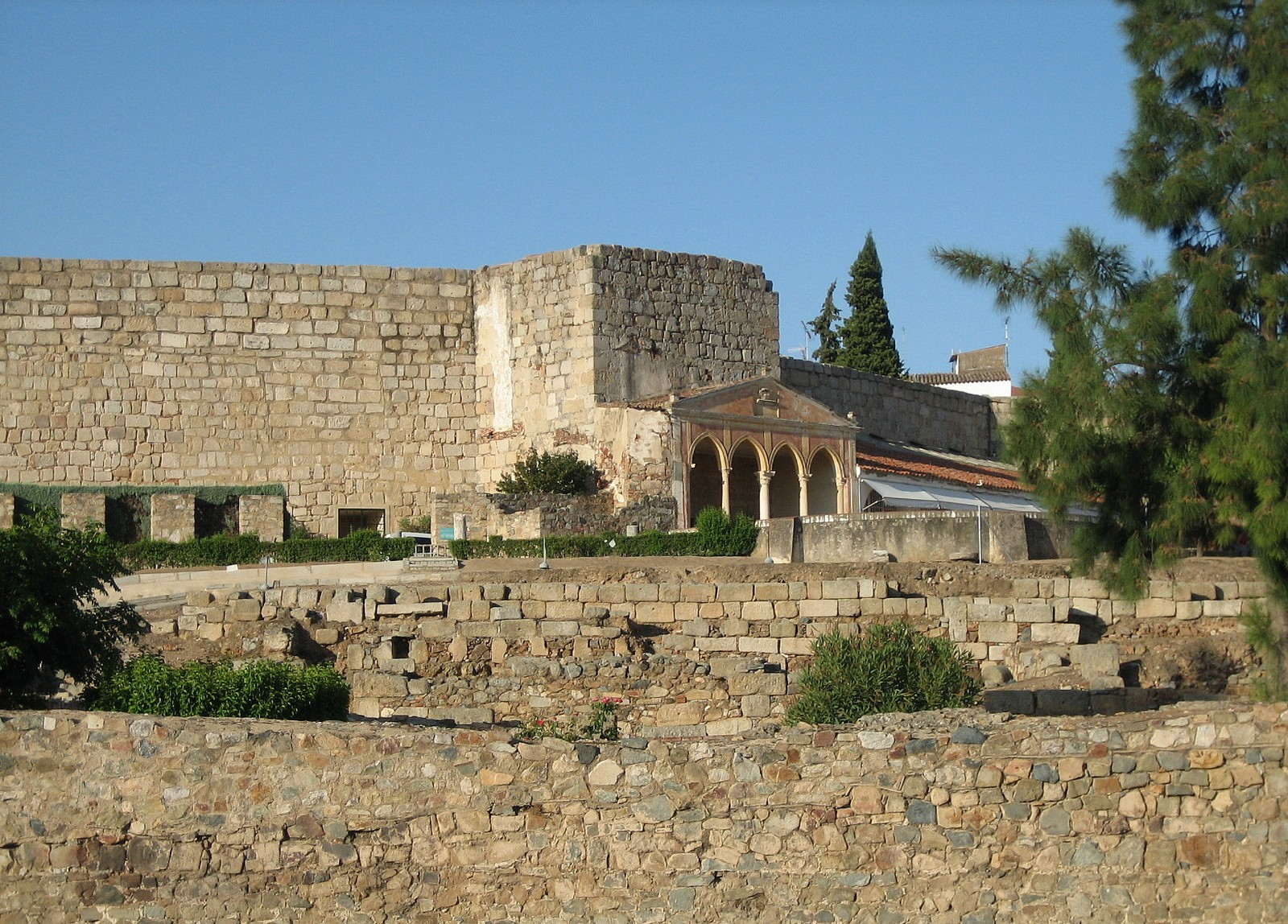
Vista de les muralles
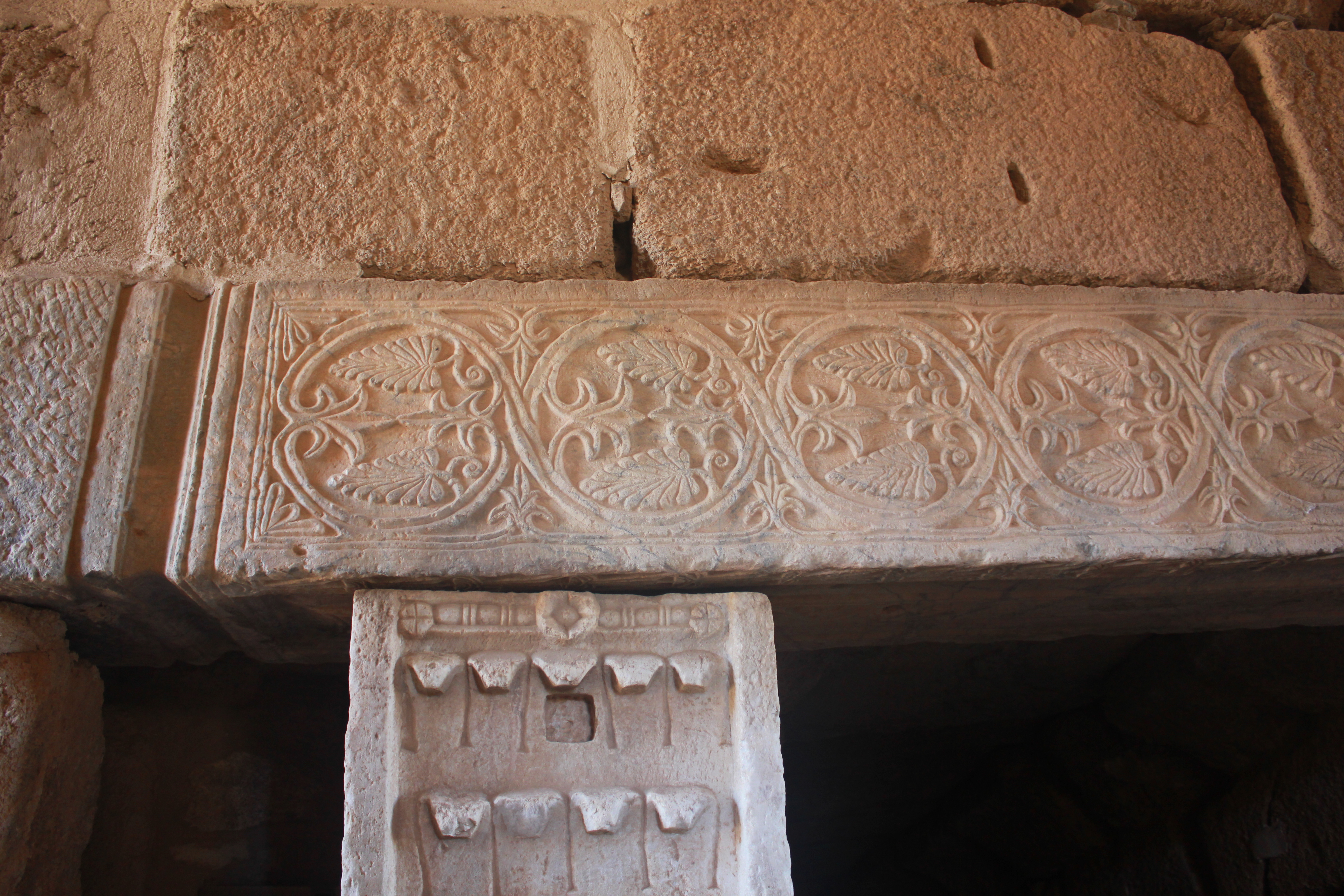
Detall de la decoració
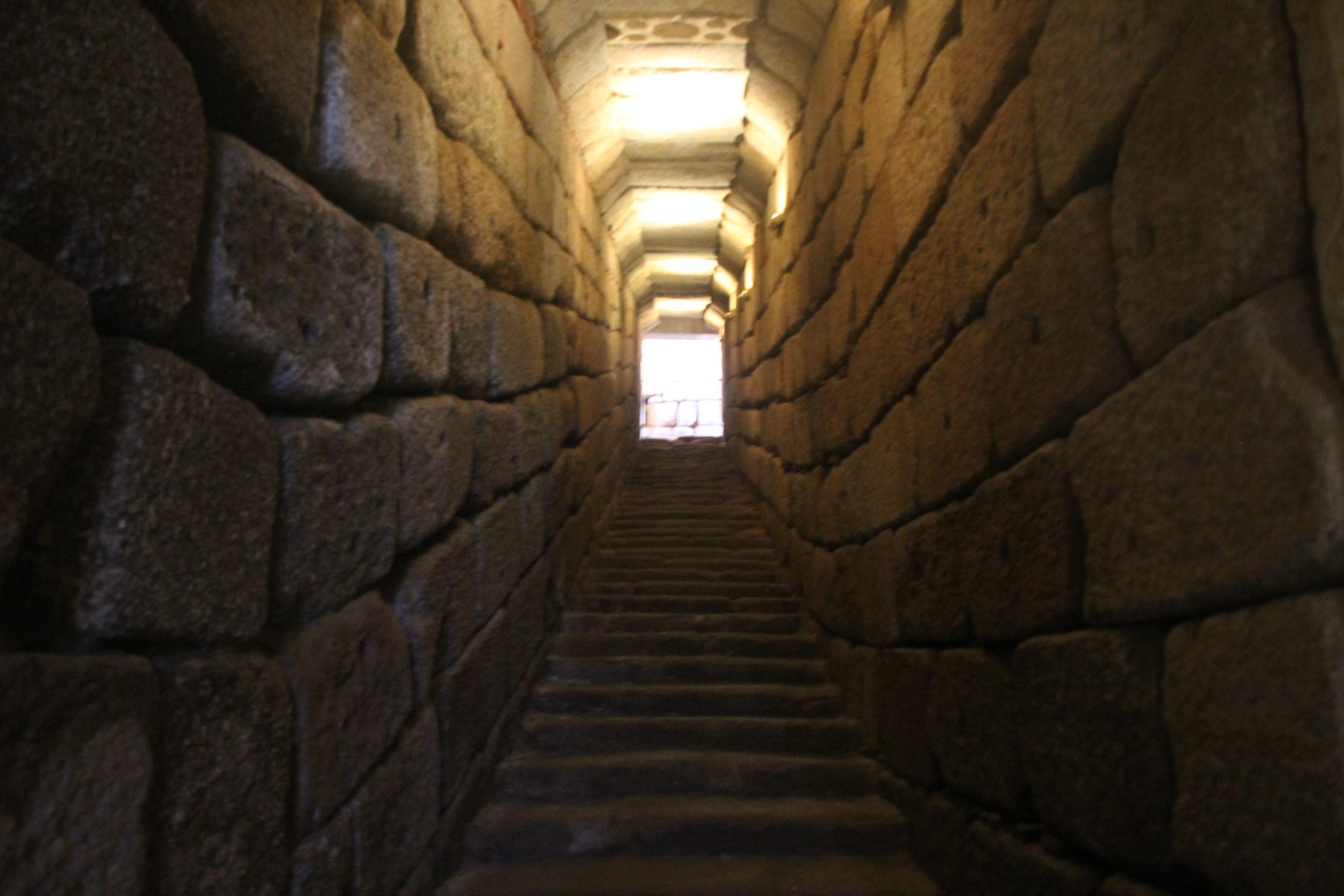
Passadís d'entrada a l'aljub
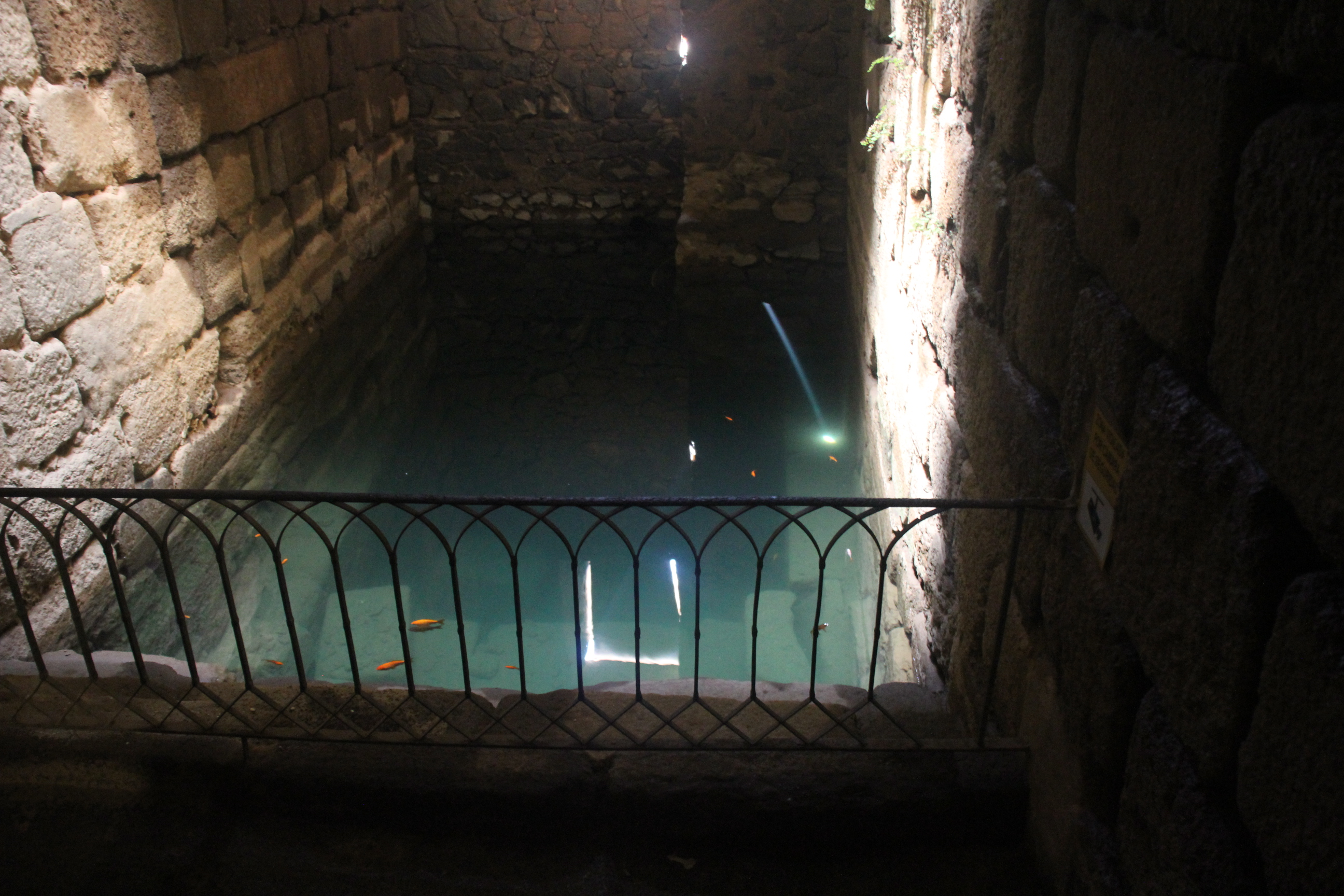
L'aljub àrab
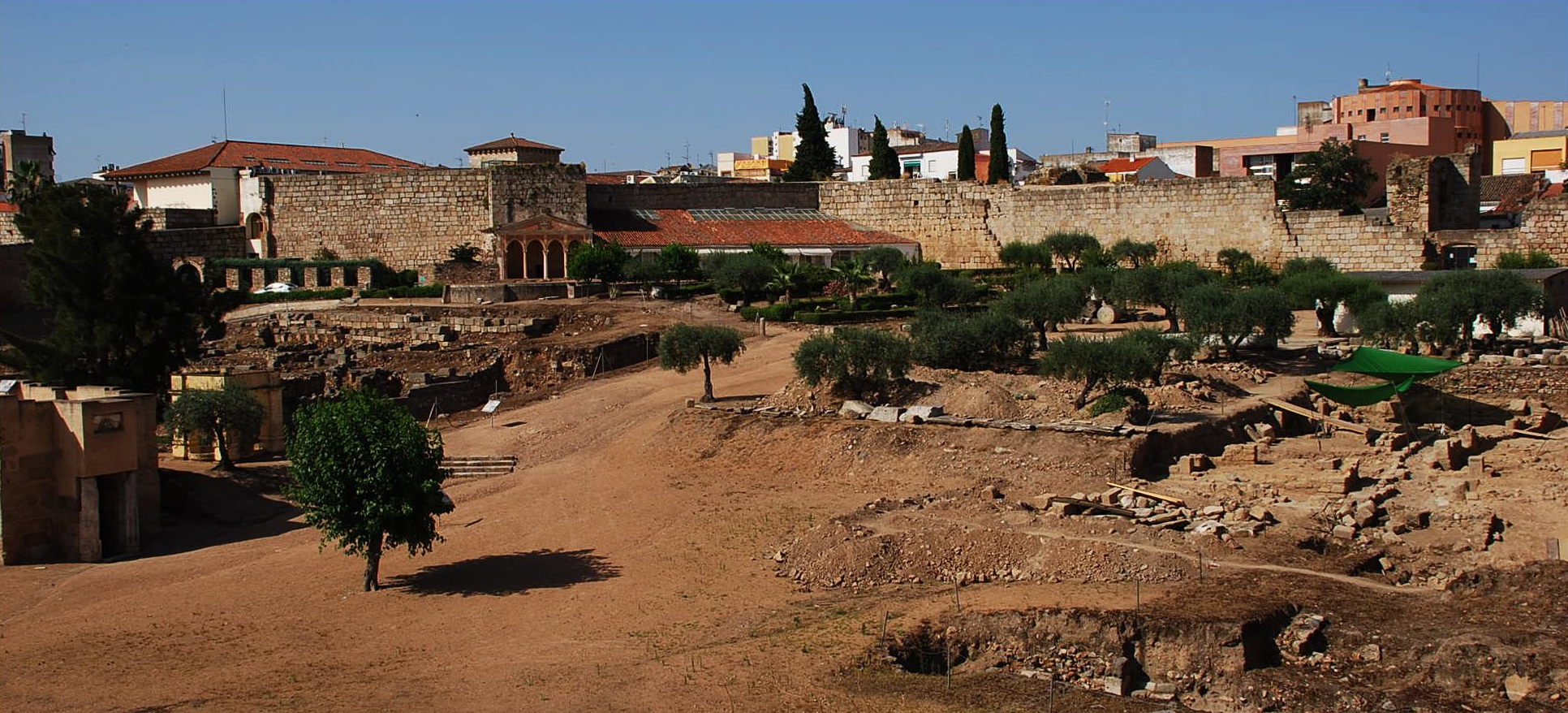
Vista general